# Претіди
Претіди, Пройтіди (грец. Προιτίδες) — три дочки Прета, царя Тиринфа, та його дружини Стенебеї — Лісіппа, Іфіноя та Іфіанасса. За однією легендою, сестри погнівили богиню Геру своєю погордливістю до вроди, яку мали, і вона покарала їх за це божевіллям. За іншою — на них наклали кару боги за відмову брати участь у культі Діоніса.
Вилікувати сестер згодився віщун Мелампод, який зажадав як винагороду третину царства у Прета. Спочатку цар не пристав на таку велику ціну, але коли божевілля поширилося і на інших жінок, які почали вбивати своїх дітей, Прет віддав за лікування дочок дві третини царства. Віщун вилікував Претід і одружився з однією з них.
Згідно з іншою легендою, Претід вилікував Асклепій, син Аполлона.